# 塞米諾爾縣 (喬治亞州)
塞米諾爾縣（英語：Seminole County）是美國喬治亞州西南部的一個縣。面積664平方公里。根據美國2000年人口普查，共有人口9,369。縣治多納森維爾（Donalsonville）。
成立於1920年，縣名來自印地安人的一支塞米諾爾族。